# Ḧ
La Ḧ (minúscula: ḧ) llamada h con diéresis es una letra del alfabeto latino que se usa en algunos idiomas . Consiste en una " H " con diéresis.

## Uso
La letra es rara vez usada en el alfabeto kurdo kurmanji. Allí, se usa para transliterar la letra Soranî correspondiente : "ح" (Ḥāʾ). Este sonido no ocurre en kurdo en sí, sino que solo se usa en palabras extranjeras, por lo que la letra es muy rara.
En el idioma halkomelem (Cowichan), la letra h con diéresis ‹ ḧ › se usa para representar una fricativa uvular sorda [ χ ] y el dígrafo h con diéresis w ‹ ḧw › se usa para representar una consonante fricativa uvular labializada sorda [ χʷ ].

## Codificación
En Unicode es posible poner la "Ḧ" con el código U+1E26 (para Ḧ) y U+1E27 (para ḧ).
Ya sin TeX, es posible poner "Ḧ" con los siguientes comandos: \"H (mayúscula), e \"h (minúscula).